# مهماندار سفلي
مهماندار سفلي هي قرية في مقاطعة ملكان، إيران. عدد سكان هذه القرية هو 940 في سنة 2006.